# بارا پویاوتها
بارا پویاوتها (به لاتین: Bara Puiautha) یک روستا در بنگلادش است که در استان باریسال و در ناحیه باریسال واقع شده است.